# Kl.Fu.Spr.d

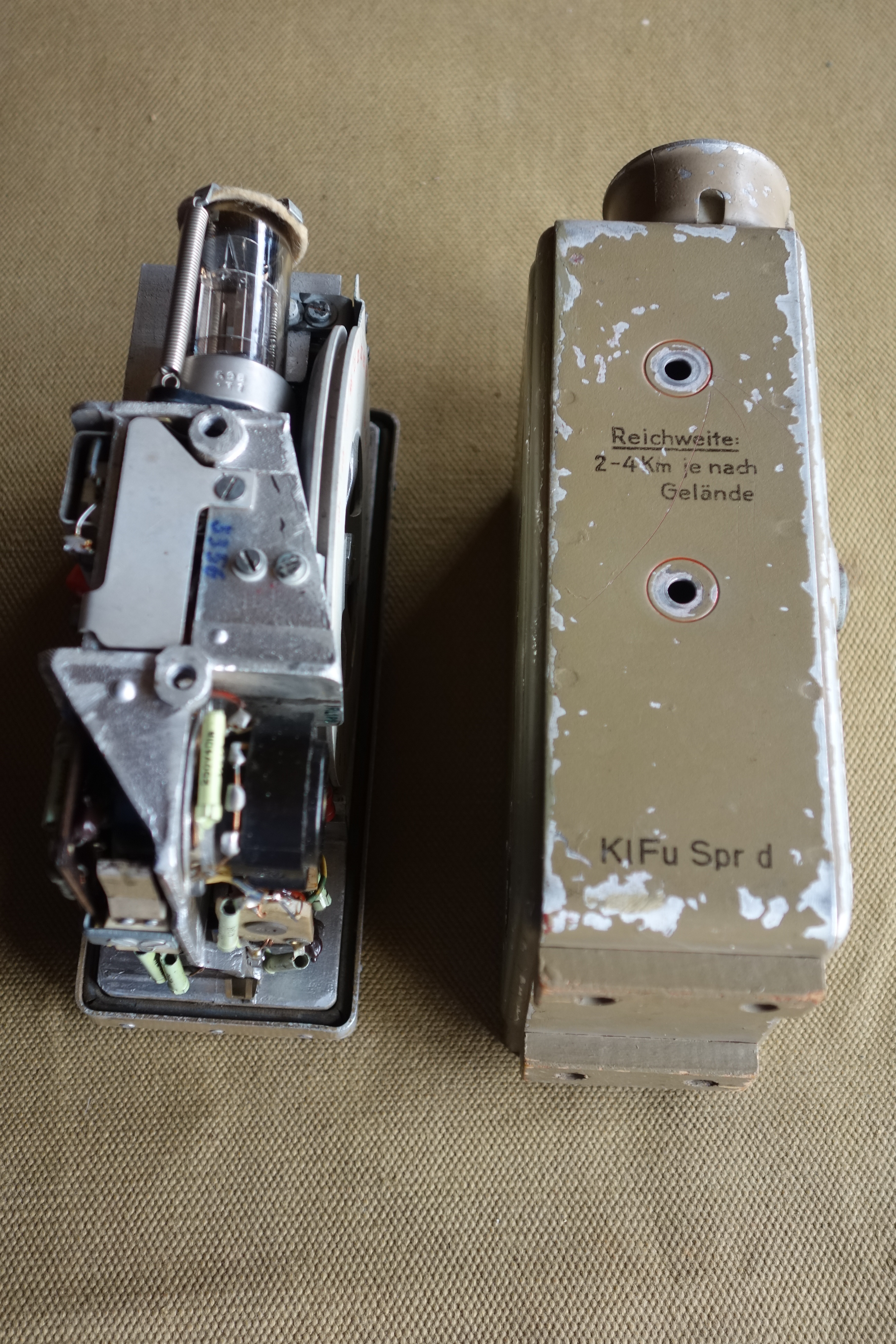
Dorette po vysunutí z pouzdra

Kl.Fu.Spr.d (Kleinfunksprecher d - Dorette) je německá miniaturní radiostanice z doby druhé světové války. 

## Výroba a rok nasazení
Výroba tohoto přístroje byla zavedena v roce 1944. Operačně byla tato radiostanice nasazena na podzim (v říjnu) téhož roku. Obecně byla určena pro pěchotu, zejména však pro dělostřelectvo (řízení dělostřelecké palby) a pro spolupráci s tanky a pancéřovými granátníky. 

## Možnosti, které Dorette poskytovala
Kl.Fu.Spr.d je radiostanice s operačním dosahem 1–4 km, podle terénu a umístění v něm. Koncové typové označení „d“ dalo této radiostaničce pojmenování „Dorette“, což je zdrobnělina standardního německého hláskovacího jména „Dora“. Jako Dora totiž už byla označována jiná, dosti velká a těžká pěchotní radiostanice Torn.Fu.d2 - Dora. Frekvenční rozsah Dorette (32–38 MHz) se vhodně překrýval právě s rozsahem oné běžně používané Dory (33,8–38 MHz), která tak pro spojení s „Doretkou“ byla využívána jako pevná základnová stanice. Rozsah „Doretky“ byl navíc rozšířen tak, aby byla možná komunikace i s lehkými pěchotními radiostanicemi Feldfunksprecher f (27,2–33,3 MHz) a standardní tankovou sestavou FU-5 (30,2–33,4 MHz).

## Technická data
- Frekvenční rozsah = 32–38 MHz
- Výstupní výkon = 0,2 W
- Napájení = 1,4 V žhavení a 150 V anody
- Provozní doba = 25 hodin (20 % vysílání, 80 % příjem)
- Anténa = 1,6 m / 1,20 m plochá svazková / prut
- Osazení elektronkami = 2× RL1P2 a 1× DDD25
- Rozměry samotné radiostanice = 13 × 7 × 20 cm
- Rozměry bateriové skříňky = 11 × 10 × 17 cm
- Hmotnost radiostanice = 1,6 kg
- Hmotnost bateriové skříňky s bateriemi = 1,5 kg

## Provozní problémy
Dorette byla do výzbroje zařazena na podzim 1944. Pro napájení byly použity atypické destičkové suché zinkové články (baterie) v perforovaných papírových obalech. Byl to žhavicí článek (L.S. 1,4) s napětím 1,4 V a anodová baterie (L.S. 150 bp) s napětím 150 V. Použití těchto (velice lacině vypadajících) článků sice značně napomohlo miniaturizaci celé sestavy, na druhou stranu však právě tato konstrukce článků byla i zásadní slabinou jinak velice dobře navržené radiostanice. Doporučená provozní teplota tohoto provedení článků totiž byla +20 °C. Při nižších teplotách jejich kapacita, a tedy i použitelnost, rapidně klesala. To se v nadcházejícím zimním válčení stalo kritickou slabinou, neboť to značně omezovalo použitelnost Doretek v mrazivém zimním období. Nakonec, jako nouzové opatření, bylo vojákům doporučováno nosit bateriový box v teple pod zimním oblečením.

## Transportní kufřík
Dorette byla dodávána ve dřevěném kufříku označeném jako „Transportkasten a“, který obsahoval samotnou radiostanici, bateriový box, anodovou a žhavicí baterii, prutovou (páskovou) anténu, sluchátka typu Dfh.f, hrdelní mikrofon typu Kmf.c a přiložen byl i návod k obsluze daný předpisem (Dienstvorschrift D 1037/5).

## Další vývoj
Po skončení války se Doretky staly součástí válečné kořisti. Význam těchto trofejních přístrojů byl v tom, že se staly inspirací pro vývoj vlastních československých radiostanic typu RF-11, používaných až do šedesátých let dvacátého století. Samotné originální Doretky se pak postupně stávaly sběratelskou raritou. 

## Elektrické schéma přístroje
Zde je překreslené schema Doretky s vepsanými hodnotami součástek:

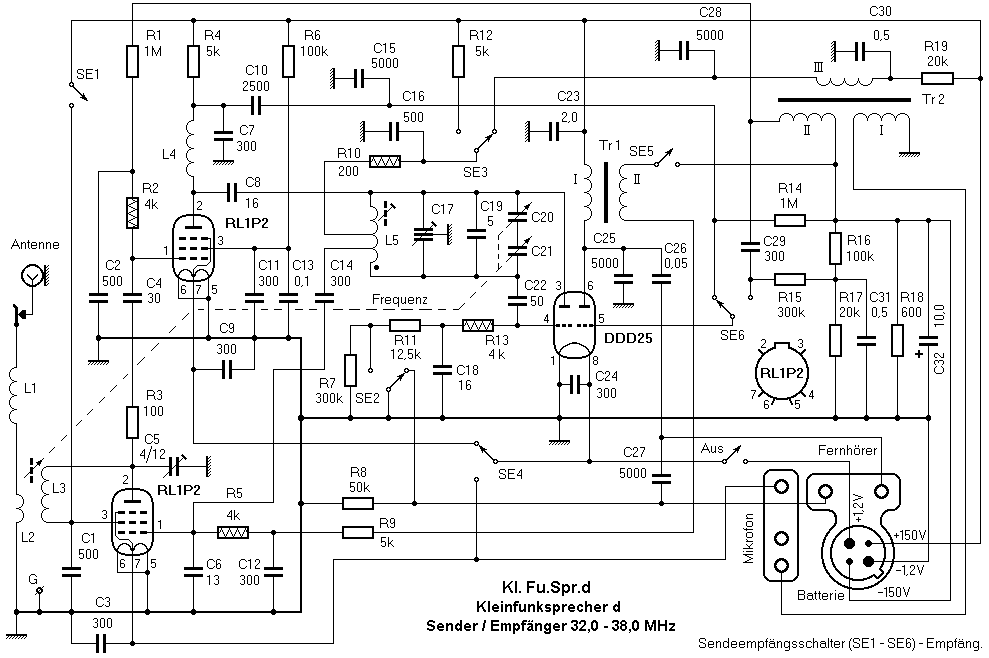
Elektrické schema radiostanice Kl.Fu.Spr.d (Kleinfunksprecher d - Dorette)

## Galerie

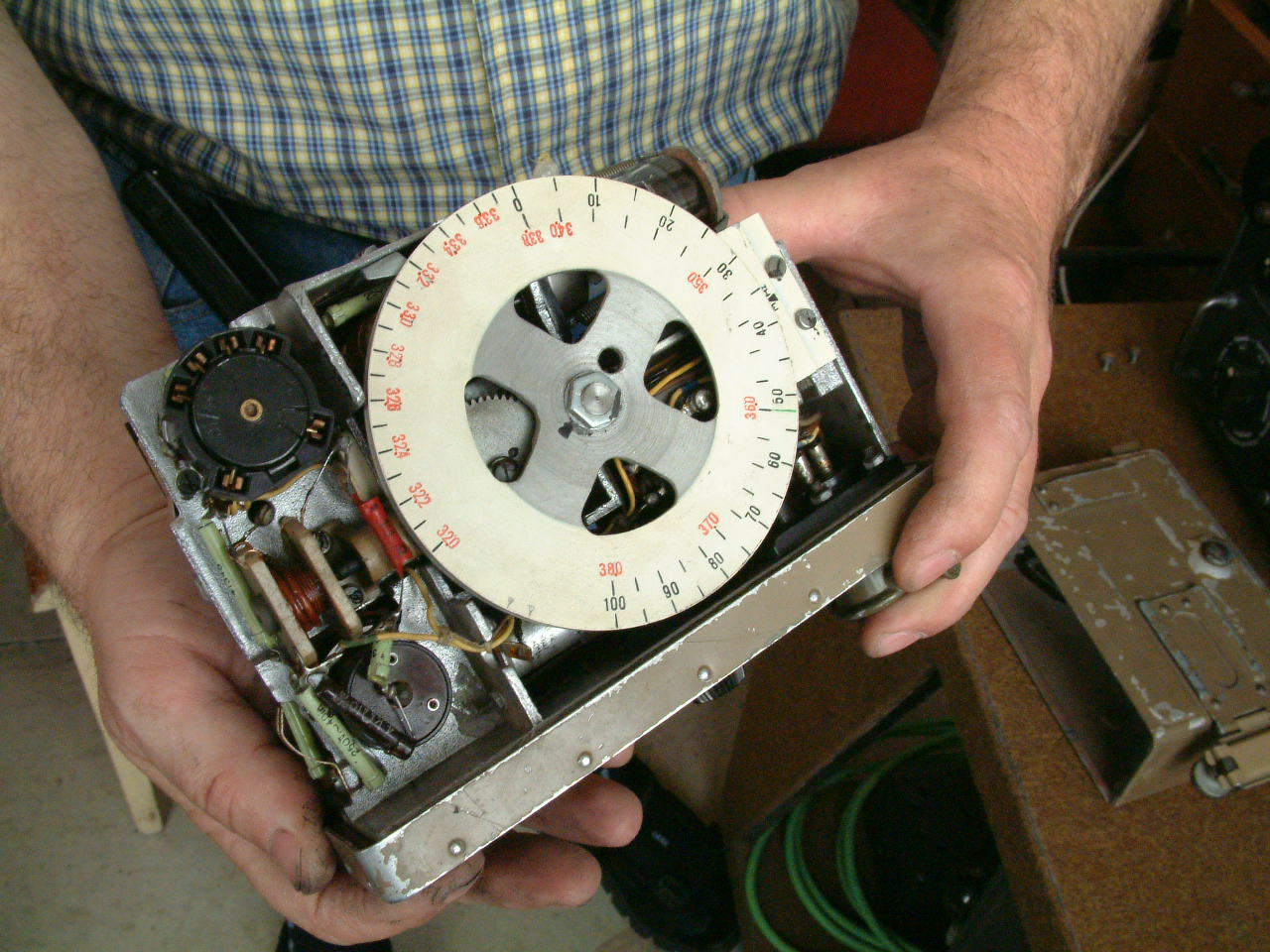
Kl.Fu.Spr.d - Dorette, porovnání s velikostí lidského těla
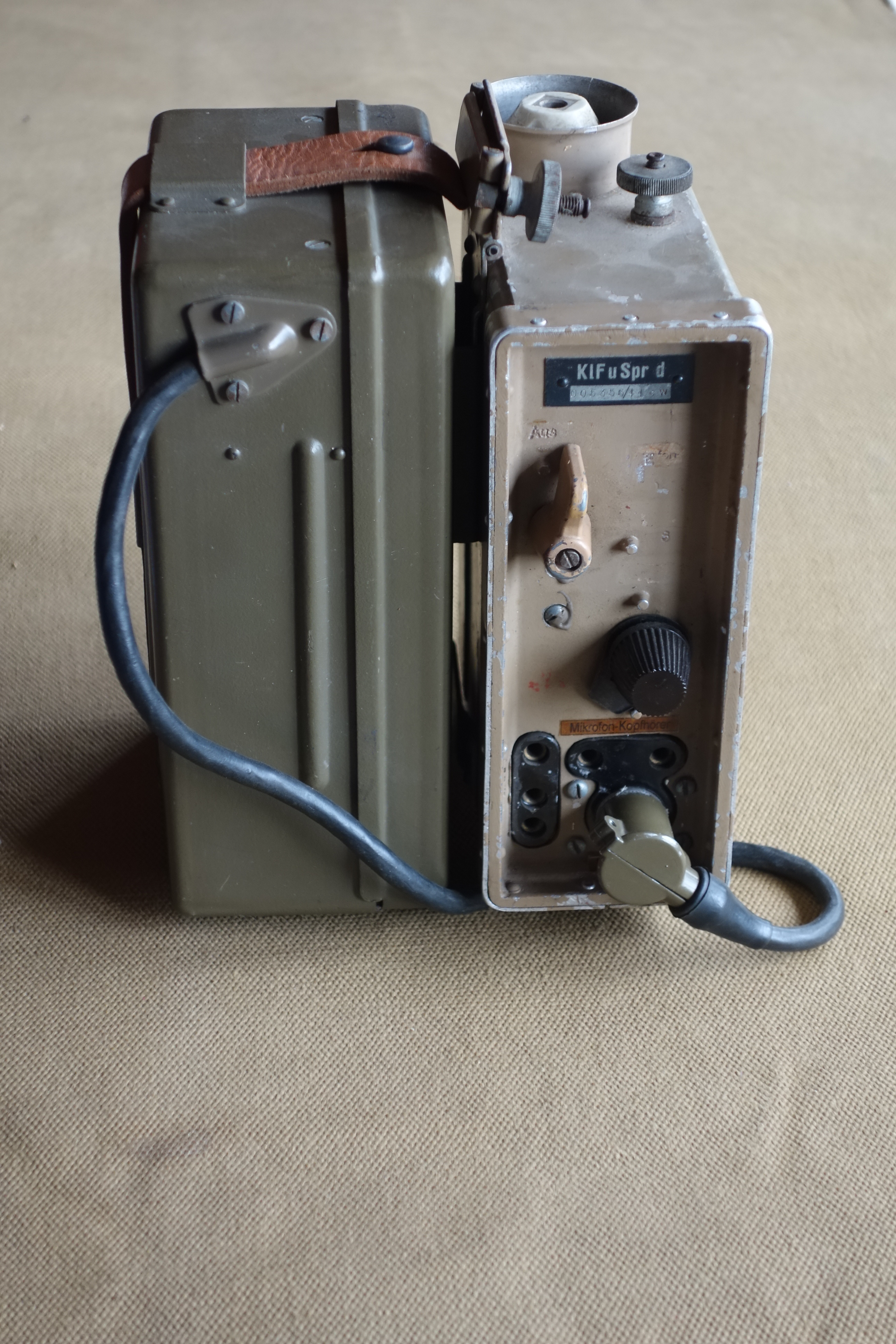
Kl.Fu.Spr.d - Dorette se zdrojovou skříňkou RF11
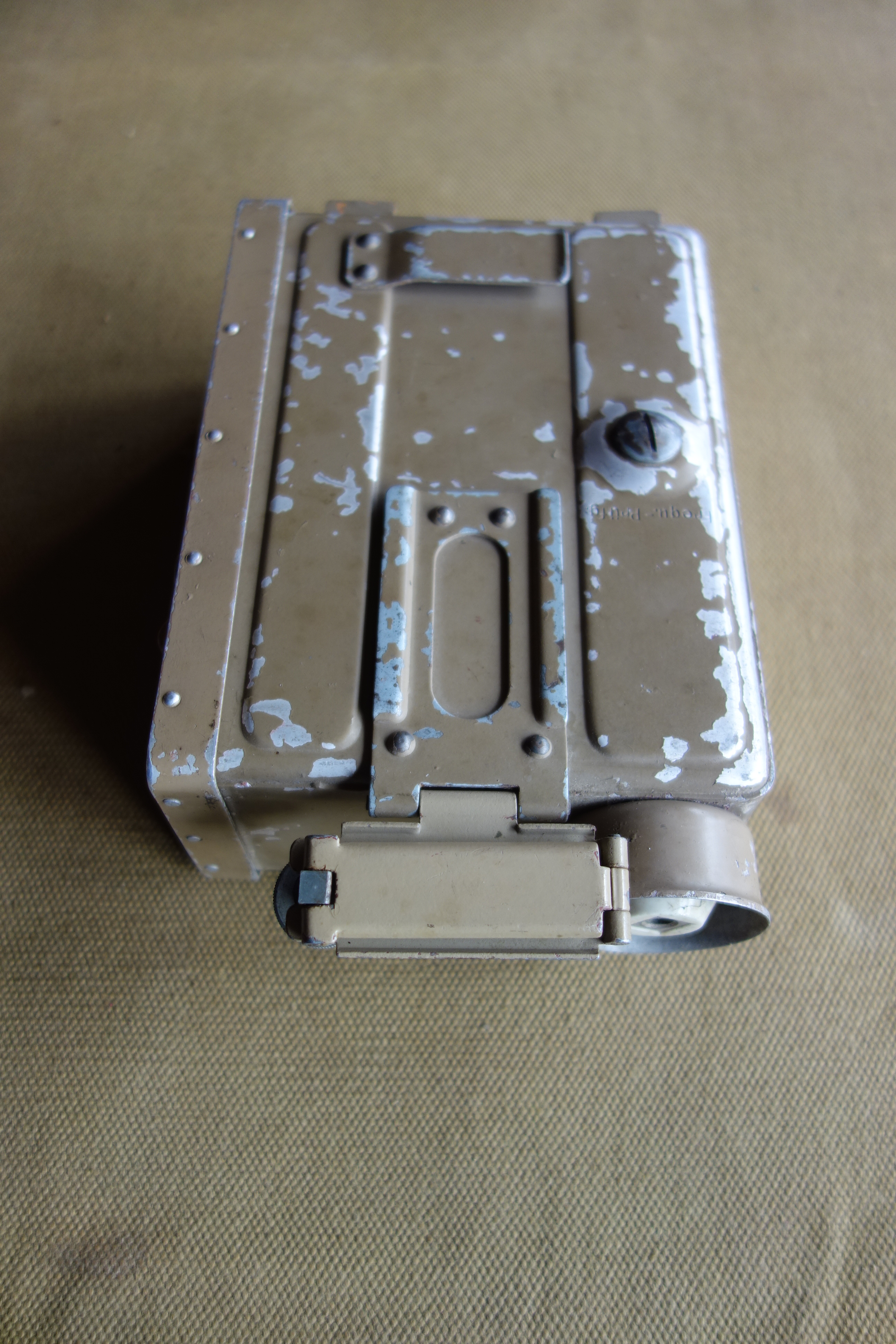
Kl.Fu.Spr.d - Dorette, boční pohled
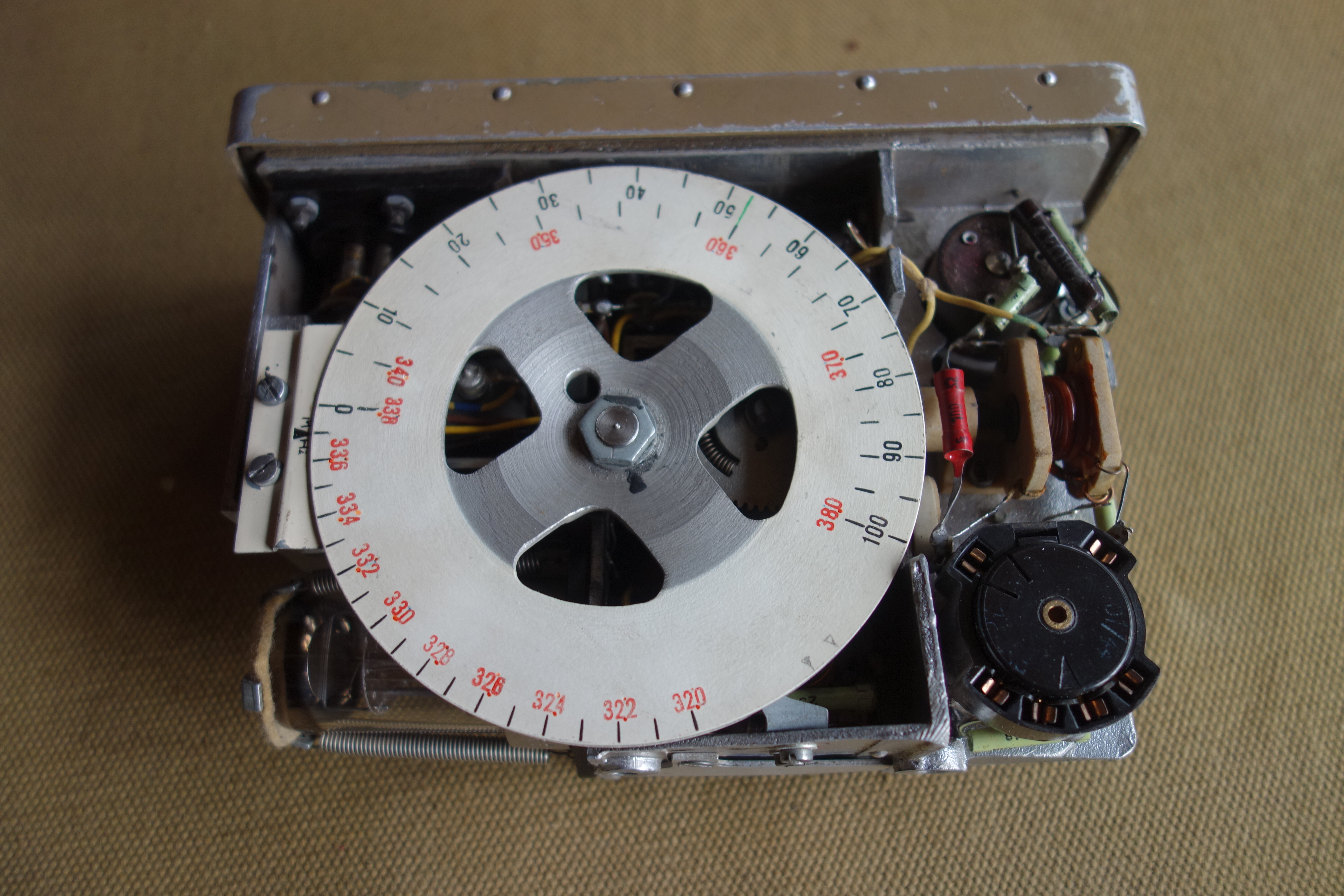
Kl.Fu.Spr.d - Dorette, ladicí kolo se stupnicí
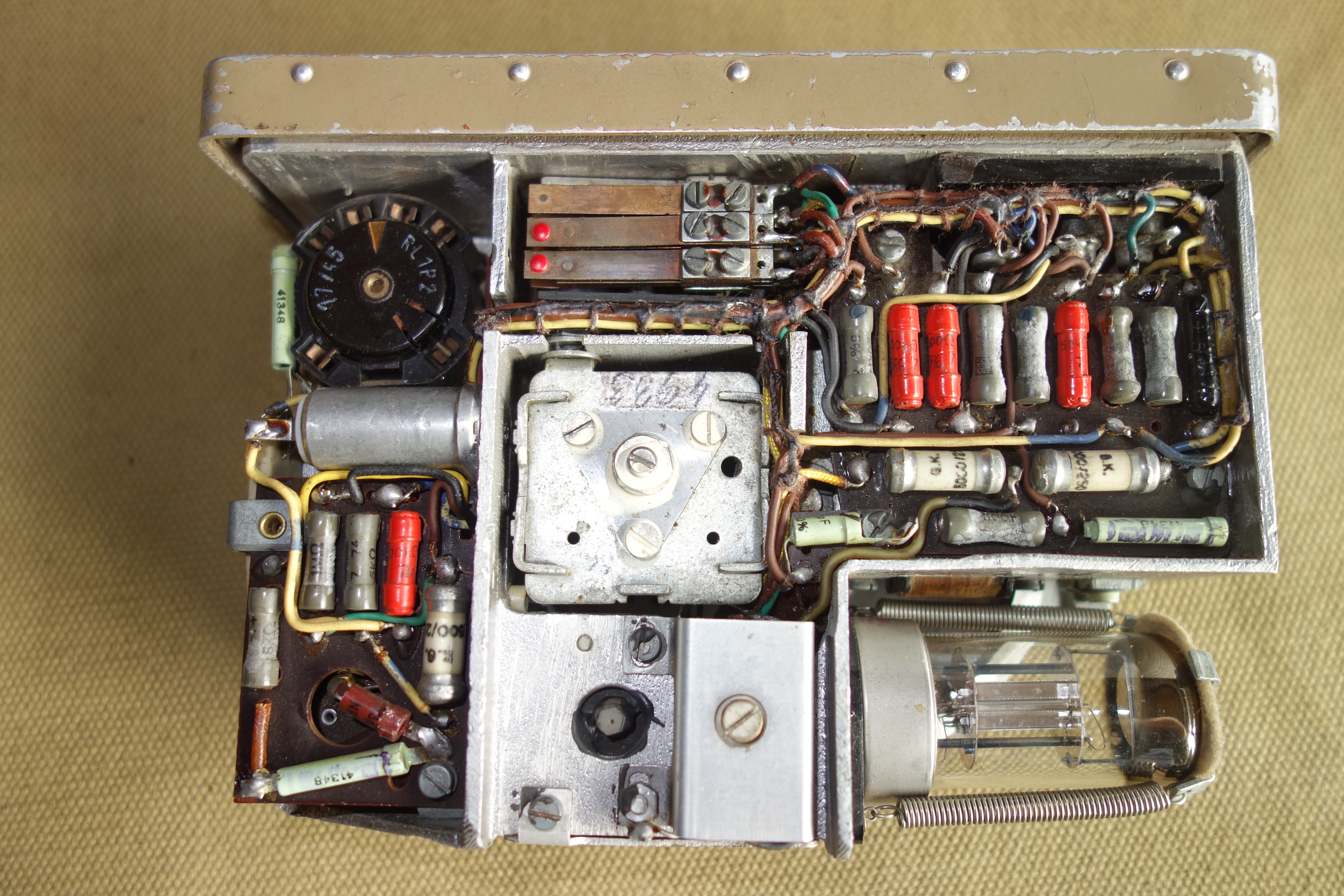
Kl.Fu.Spr.d - Dorette, pohled dovnitř z boku na destičky se součástkami a elektronku DDD25
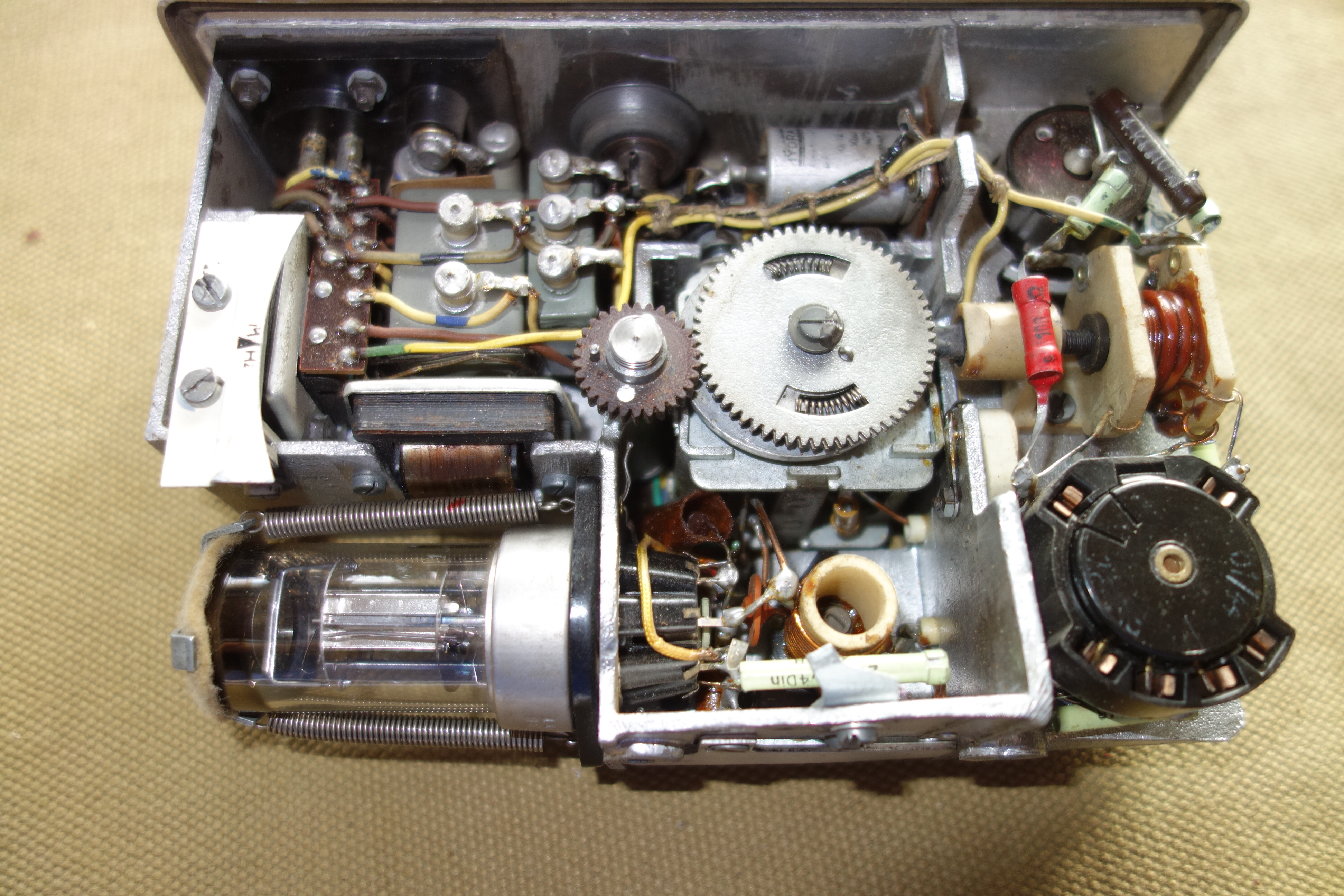
Kl.Fu.Spr.d - Dorette, kuželový gumový převod a další součástky (po demontáži ladicího kola)